# Peter Bofinger

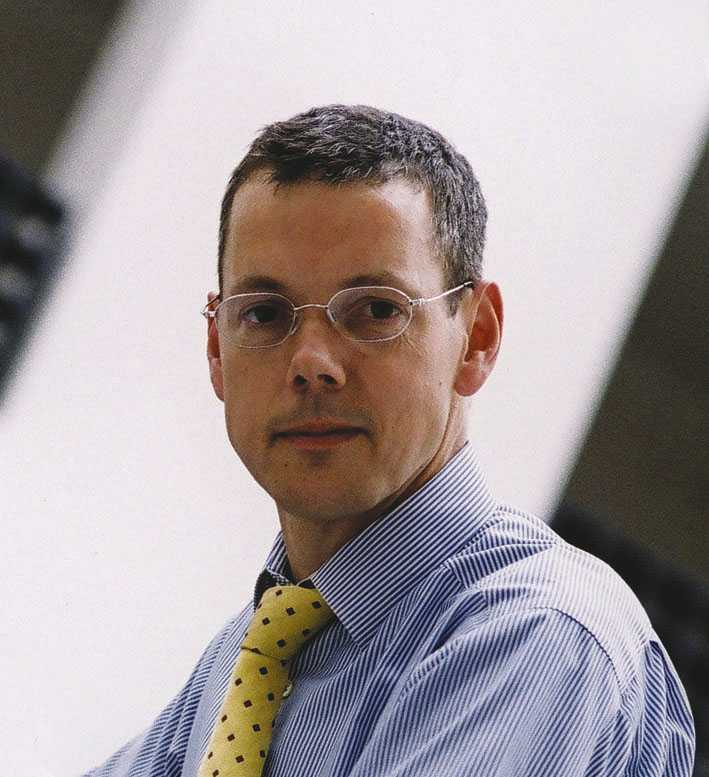
Peter Bofinger (2005)

Peter Bofinger (* 18. September 1954 in Pforzheim) ist ein deutscher Ökonom und Professor für Volkswirtschaftslehre an der Universität Würzburg. Von März 2004 bis Ende Februar 2019 war er Mitglied im Sachverständigenrat zur Begutachtung der gesamtwirtschaftlichen Entwicklung.

## Leben
Peter Bofinger studierte ab 1973 bis zum Abschluss als Diplom-Volkswirt an der Universität des Saarlandes in Saarbrücken. Von 1978 bis 1981 war er wissenschaftlicher Mitarbeiter im Stab der „Wirtschaftsweisen“. Promoviert wurde er 1984 mit einer Arbeit über „Währungswettbewerb. Eine systematische Darstellung und kritische Würdigung von Friedrich August von Hayeks Plänen zu einer grundlegenden Neugestaltung unserer Währungsordnung“. Von 1985 bis 1990 war er wissenschaftlicher Mitarbeiter und ab 1987 Bundesbank-Oberrat in der Volkswirtschaftlichen Abteilung der Landeszentralbank in Baden-Württemberg.
1990 habilitierte er sich an der Rechts- und Wirtschaftswissenschaftlichen Fakultät der Saarbrücker Universität. In den Jahren 1990 und 1991 vertrat er die C3-Professur für Volkswirtschaftslehre an der Universität Kaiserslautern und 1991 die C4-Professur für Wirtschaftspolitik an der Universität Konstanz. 1991 und 1992 hatte er die Vertretung des C4 -Lehrstuhls für Volkswirtschaftslehre, Geld und internationale Wirtschaftsbeziehungen an der Universität Würzburg, im August 1992 übernahm er die ordentliche Professur. Ab Oktober 2003 war er für ein Jahr Erster Vizepräsident der Universität Würzburg. 2003 erschien sein Lehrbuch Grundzüge der Volkswirtschaftslehre.
Im März 2004 wurde er auf Empfehlung der Gewerkschaften in den Sachverständigenrat zur Begutachtung der gesamtwirtschaftlichen Entwicklung berufen, den sogenannten fünf Wirtschaftsweisen. Er vollendete seine dritte Amtszeit Ende Februar 2019 und war das am längsten amtierende Mitglied in der Geschichte des Sachverständigenrats, noch vor Olaf Sievert.
Im Jahr 2018 wurde er in der Rangliste der einflussreichsten Ökonomen im deutschsprachigen Raum in den TOP 10 geführt. 2016 erhielt er den Kurt-Rothschild-Preis für Wirtschaftspublizistik des Karl-Renner-Instituts.
Peter Bofinger trat mit Ablauf des Septembers 2020 in den Ruhestand, ist aber weiterhin an der Universität Würzburg tätig und hat die Seniorprofessur für VWL, Geld und internationale Wirtschaftsbeziehungen inne.

## Mitgliedschaften
- Mitglied im Wissenschaftlichen Beirat des Österreichischen Instituts für Wirtschaftsforschung
- Gesellschaft für Wirtschafts- und Sozialwissenschaften (Verein für Socialpolitik), Ausschuss für Geldtheorie und Geldpolitik
- Research Fellow des Centre for Economic Policy Research, London
- Vorstand der Irving-Fisher-Gesellschaft für Wirtschafts- und Währungsfragen, Würzburg
- Mitglied im Wissenschaftlichen Beirat des Wirtschaftsdienst
- Herausgebergremium: International Journal of Finance & Economics
- Mitglied im Sachverständigenrat zur Begutachtung der gesamtwirtschaftlichen Entwicklung
- Herausgeberkreis der Blätter für deutsche und internationale Politik (seit Mai 2011)[6]
- Institute for New Economic Thinking (Inet)
- Mitglied im Senat der Deutsche Industrieforschungsgemeinschaft Konrad Zuse
- Gründungsmitglied der Bürgerbewegung Finanzwende[7]

## Wirtschaftspolitische Standpunkte
Bofinger gilt als führender Vertreter einer nachfrageorientierten Wirtschaftspolitik in Deutschland und vertritt damit eine Minderheitenposition. In Interviews, Büchern und Stellungnahmen – vor allem im Sachverständigenrat – betont er, dass insbesondere in Deutschland die Nachfrageseite vernachlässigt und die Symbiose zwischen Nachfrage und Angebot nicht beachtet werde. Die meisten deutschen Ökonomen neigten eher dazu, die Angebotsseite zu betonen, während viele Träger des Alfred-Nobel-Gedächtnispreises für Wirtschaftswissenschaften (z. B. Paul Krugman, Joseph Stiglitz und George Akerlof) wie Bofinger die Nachfrageseite stärker betonen. Bofinger ist ein Kritiker des von Walter Eucken geprägten deutschen Ordoliberalismus, den er für überholt und theoretisch unzureichend fundiert hält. So sei etwa Walter Euckens Ablehnung der „Vollbeschäftigungspolitik“ schon zu dessen Lebzeiten durch die Realität widerlegt worden.
Bofinger war folglich auch einer der wenigen deutschen Ökonomen, die sich gegen die Kernforderungen der Agenda 2010 und die Hartz-Reformen aussprachen, da er hierdurch eine weitere Schwächung der Binnennachfrage eintreten sah. In diesem Zusammenhang warnte er vor der Gefahr einer Deflation und deren möglichen Langzeitfolgen, ähnlich wie von 1992 an in Japan.
Bofinger vertritt den Standpunkt, dass der Staat in Deutschland seine Sozialsysteme zu wenig über direkte wie indirekte Steuern und stattdessen zu einseitig über die Lohnnebenkosten finanziere, womit sich der Produktionsfaktor Arbeit unverhältnismäßig verteuere. Er führt auf die hohe Abgabenbelastung der Arbeit insbesondere einen Teil der besonders hohen Arbeitslosigkeit von Geringqualifizierten in Deutschland zurück. Zur Behebung des Problems schlägt er strukturelle Reformen wie die Einführung einer negativen Einkommensteuer und die Absenkung der Lohnnebenkosten vor, finanziert über höhere Steuern. Weiterhin spricht er sich zur Begrenzung der Lohnnebenkosten im Gesundheitssystem für die sogenannte Kopfpauschale aus.
Bofinger ist Gegner von Modellen eines bedingungslosen Grundeinkommens. So sagte er 2006, er glaube nicht, dass man damit den betroffenen Menschen einen Gefallen täte. Außerdem habe man ja schon ein solches ähnliches Grundeinkommen im Arbeitslosengeld II, was auch jeder Arbeitslose bekomme, vorausgesetzt, er sei bedürftig. Sein weiterer Kritikpunkt war, dass beim Modell eines bedingungslosen Grundeinkommens eine große Zahl Reicher und Menschen wie er, die es gar nicht nötig hätten, Geld erhielten.
Zur Einführung eines flächendeckenden Mindestlohns vertritt Bofinger eine differenzierte Meinung. Er schlug für Deutschland zunächst eine Höhe von 6 Euro vor, die dann langsam nach oben angepasst werden könne, wobei die Wirkungen auf die Beschäftigung nach dem Vorbild des Vereinigten Königreichs nach jeder Erhöhung zu prüfen seien. Generell sieht er das Problem der asymmetrischen Information. Danach seien die Beschäftigten insbesondere im Niedriglohnbereich nicht ausreichend darüber informiert, wie produktiv sie seien, und nähmen daher auch Arbeitsstellen an, die deutlich unter ihrer Produktivität lägen. Dies könne nur über Tarifverträge und gegebenenfalls Mindestlöhne verhindert werden.

### Lohnpolitik
Bofinger befürwortet lohnpolitisch eine produktivitätsorientierte Lohnentwicklung, die sich aus der Inflationsziellinie der Notenbank und dem Anstieg der Arbeitsproduktivität zusammensetzt. Die von vielen Ökonomen vertretene Position, Lohnerhöhungen unterhalb des Produktivitätswachstums seien beschäftigungsfreundlich und geeignet, die Arbeitslosigkeit zurückzuführen, lehnt er ab. Er führt an, es sei zwar für den einzelnen Unternehmer durchaus rational, in einer konjunkturellen Schwächephase bzw. in einer schlechten Auftragslage die Löhne zu senken, um so die Gewinne stabil zu halten. Auf gesamtwirtschaftlicher Ebene führe dies aber zu einem Einbruch der Güternachfrage, da das verfügbare Einkommen der privaten Haushalte sinke. Entscheidend für Investitionen sei in erster Linie die Auftragslage. Bei einer geringen Produktionsauslastung führten auch beste Angebotsbedingungen (also niedrige Löhne, niedrige Unternehmenssteuern) nicht zu einem Wachstum der Investitionen, insbesondere der Erweiterungsinvestitionen. Darüber hinaus verweist er auf die Sparneigung der privaten Haushalte im Vergleich zu den Unternehmerhaushalten. Erstere liege erheblich unter der Sparrate der Unternehmen. Daher gehe von Lohnsteigerungen unterhalb des Produktivitätswachstums ein die gesamtwirtschaftliche Nachfrage senkender Effekt aus, da die Unternehmerhaushalte weniger vom zusätzlichen Einkommen konsumieren würden.
Bofinger schließt sich aus diesem Grund der Kritik zahlreicher Ökonomen am als zu starr befundenen Flächentarifvertrag in Deutschland nicht an. Dieser gewährleiste, dass es in konjunkturellen Schwächephasen nicht zu Lohnsenkungen auf breiter Front komme, die die wirtschaftliche Entwicklung noch weiter destabilisieren würden.

### Geld- und Währungspolitik
In der Geldpolitik kritisiert er das seiner Meinung nach zu restriktive Verhalten der EZB und ihrer Vorläuferin in Deutschland, der Bundesbank. Er sieht die vorrangige Ausrichtung der EZB auf die Preisstabilität mit der daraus folgenden Vernachlässigung der Förderung von Wachstum und Beschäftigung als gescheitert an. Dabei lobt er die als expansiv geltende Politik der amerikanischen Federal Reserve, auf die ein Teil der höheren Wachstumsdynamik der USA in der jüngeren Vergangenheit zurückzuführen sei. In einem Interview mit der Tageszeitung Die Welt im August 2007 bezeichnete er jedoch die amerikanische Geldpolitik der Jahre 2004 und 2005 als viel zu expansiv und die Leitzinsen als zu niedrig. Dies sei ein entscheidender Fehler gewesen und habe die Finanzkrise ab 2007 verursacht. „Hätte die amerikanische Notenbank von vorneherein eine solidere Politik gemacht wie etwa die Europäische Zentralbank, hätte man einiges vermeiden können“, so Bofinger.
Neben einer zu restriktiven Geldpolitik bemängelt er die Währungspolitik der EZB, die sich in einer ablehnenden Haltung der EZB gegenüber Interventionen am Devisenmarkt ausdrückt (Interventionen wurden von der EZB bisher nur einmal vorgenommen). In einem Interview mit dem Spiegel vertrat er im November 2007 vor dem Hintergrund eines rasant steigenden Euro-Dollar-Wechselkurses die Meinung, dass die westeuropäischen Länder von dieser Möglichkeit zu wenig Gebrauch machen und dabei nationales Interesse vernachlässigen würden. Ein weiter steigender Euro werde nach Bofingers Auffassung neue Debatten um Standortverlagerungen auslösen.
Bofinger forderte die Abschaffung des Bargelds, so argumentierte er im Mai 2015 im Hamburger Magazin „Spiegel“: „Bei den heutigen technischen Möglichkeiten sind Münzen und Geldscheine tatsächlich ein Anachronismus“. Bargeld erschwere den Zahlungsverkehr „ungemein“. Als Beispiel nannte Bofinger die verlorene Zeit, „wenn Leute vor Ihnen an der Ladenkasse nach Kleingeld suchen und die Kassiererin nach Wechselgeld“. Wichtiger sei aber noch, dass eine Abschaffung des Bargelds „die Märkte für Schwarzarbeit und Drogen“ austrocknen würde, so Bofinger. Fast ein Drittel des Euro-Bargelds seien 500-Euro-Scheine – „fürs Einkaufen braucht die niemand, damit wickeln lichtscheue Gestalten ihre Geschäfte ab“. Laut Bofinger wäre es sinnvoll, wenn der Euroraum, die Vereinigten Staaten, Großbritannien und die Schweiz das Bargeld gleichzeitig abschaffen würden.

### Fiskalpolitik
In der Fiskalpolitik setzt sich Bofinger nachdrücklich für eine antizyklische Haushaltspolitik ein. Er kritisiert die Regelungen in der Europäischen Wirtschafts- und Währungsunion zur Begrenzung der Schuldenaufnahme des Staates als zu unflexibel. Die Richtwerte des Stabilitäts- und Wachstumspakts – die Neuverschuldungsbegrenzung in Höhe von 3 % sowie die Schuldenstandsquote von 60 % des Bruttoinlandsprodukts – seien willkürlich, da sie nicht nach wissenschaftlichen Kriterien ausgewählt, vielmehr aus dem Verschuldungsstand der EU-Staaten von 1990 abgeleitet worden seien. Zwar spricht Bofinger sich langfristig für eine Begrenzung der Staatsverschuldung aus, da diese u. a. auch mit negativen Umverteilungswirkungen verbunden sei. Jedoch erlaube der EU-Vertrag nicht die von ihm befürwortete antizyklische Fiskalpolitik, die sich in einer angemessenen Erhöhung des strukturellen Defizits in konjunkturellen Schwächephasen ausdrückt. Dazu müssten, wenn das Regelwerk der Währungsunion eingehalten werden soll, regelmäßige Haushaltsüberschüsse in beträchtlicher Höhe erzielt werden.
Als Vorbild für den Erfolg der antizyklischen Fiskalpolitik führt er unter anderem die Vereinigten Staaten und das Vereinigte Königreich an. Diese hätten beispielsweise in den Jahren 2001 bis 2003 nach dem Zusammenbruch der Dotcom-Blase in einer konzertierten Aktion das strukturelle Defizit massiv ausgeweitet und gleichzeitig den Leitzins drastisch gesenkt, was zu einem dauerhaft hohen Wirtschaftswachstum geführt habe. Er betont in diesem Zusammenhang die Bedeutung der Koordinierung von Geld- und Fiskalpolitik, die nicht gegeneinander agieren dürften (wie dies in Kontinentaleuropa häufig der Fall gewesen sei).

### Steuer- und Abgabenbelastung
An der Debatte über eine Senkung der Steuer- und Abgabenbelastung kritisiert er, dass der Erfolg einer niedrigen Staatsquote empirisch nicht belegbar sei. In Europa nennt er Länder mit historisch hoher Staatsquote (Schweden, Dänemark, Finnland, Frankreich), die eine teils sehr dynamische Wirtschaftsentwicklung aufzuweisen haben, und Länder mit niedriger Staatsquote mit einem gegenteiligen Befund (wie Deutschland, die Schweiz und Japan). Öffentliche Ausgaben in Bildung und Forschung sowie die Infrastruktur, die für den langfristigen wirtschaftlichen Wohlstand entscheidend seien, seien ohne eine hohe Staatsquote nicht zu finanzieren. Er spricht sich zudem für eine stärkere Finanzierung der Sozialsysteme über Steuern bei gleichzeitiger Senkung der Sozialabgaben (s. o.) aus.

### Staatliche Industriepolitik
Im August 2017 veröffentlichte die Frankfurter Allgemeine Sonntagszeitung einen Gastbeitrag Bofingers, in dem er unter Berufung auf Mariana Mazzucato die These vertrat, dass staatliche Industriepolitik den technischen Fortschritt mehr fördere als der freie Wettbewerb. Eine Woche später kritisierten die übrigen vier Mitglieder des Sachverständigenrates seine dort geäußerten Thesen und bescheinigten ihm, er verstehe nichts von Ökonomie.

### Coronavirus-Pandemie
Im Februar 2021 forderte Bofinger im Spiegel die Ausgabe von „Lockup-Vouchern“, steuerfinanzierten Einkaufsgutscheinen für jeden Bundesbürger, auch für Kinder. Die Einkaufsgutscheine sollten nur in Betrieben einsetzbar sein, die durch den Corona-Shutdown hart getroffen wurden und schließen mussten. Profitieren könnten neben Geschäften auch Restaurants, Fitnessstudios oder Kultureinrichtungen. Um einen zu großen Andrang zu vermeiden, schlug Bofinger vor, die Gutscheine nach einem Zufallsverfahren zuzuteilen und die Gültigkeit jeweils auf einen bestimmten Monat zu begrenzen. Bei 83 Millionen Berechtigten beliefen sich die Kosten für den Fiskus auf 4,15 Milliarden Euro. Die Betriebe könnten die Gutscheine bei ihrer Bank wie Bargeld einzahlen. Die Banken würden die Wertgutschriften an die Bundesbank weiterreichen, die mit dem Finanzministerium abrechnen würde.

### Alfred-Nobel-Gedächtnispreis für Wirtschaftswissenschaften
Bofinger kritisierte die Verleihung des Alfred-Nobel-Gedächtnispreis für Wirtschaftswissenschaften 2022 an Ben Bernanke, Douglas Diamond und Philip Dybvig als "eine noble Auszeichnung für ein 'populäres Missverständnis'", weil die Beschreibung von Banken des Preiskomitees ("sie erhalten Geld von Leuten, die Einlagen machen, und leiten es an Kreditnehmer weiter") von der Bank of England und der Deutschen Bundesbank widerlegt wurde.

## Veröffentlichungen (Auswahl)
- Grundzüge der Volkswirtschaftslehre: Eine Einführung in die Wissenschaft von Märkten. 5., aktualisierte Auflage. Pearson Studium, München 2019, ISBN 978-3-86894-368-9.
- Monetary and fiscal policy interaction in the Euro area with different assumptions on the Phillips curve. Center for Globalization and Europeanization of the Economy, Göttingen 2004.
- Wir sind besser als wir glauben – Wohlstand für alle. Pearson Studium, München 2004, ISBN 3-8273-7138-4.
- Zukunftsfähige Finanzpolitik Voraussetzungen einer aufgabenadäquaten Finanzausstattung der Länder. Berliner Wissenschafts-Verlag, Berlin 2008, ISBN 978-3-8305-1575-3.
- Ist der Markt noch zu retten? Warum wir jetzt einen starken Staat brauchen. Econ Verlag, Berlin 2009. ISBN 978-3-548-37341-6.
- Zurück zur D-Mark? Droemer Knaur, München 2012. ISBN 978-3-426-27613-6
- Lob der Minderheit. Im Rat der fünf Wirtschaftsweisen gibt es zu viel Konformismus und zu wenig Minderheitsvoten. In: F.A.S. Nr. 35, 3. September 2017, S. 22.